# Кулекеев, Жаксыбек Абдрахметович
Жаксыбек Абдрахметович Кулекеев (каз. Жақсыбек Әбдірахметұлы Құлекеев, род. 24 июля 1957) — министр экономики и торговли (1999—2002), образования и науки (2003—2004) Республики Казахстан, кандидат экономических наук, профессор, научный руководитель Центра исследований прикладной экономики (AERC — Applied Economics Research Centre).

## Биография
Родился 24 июля 1957 года в совхозе Бостандык Таласского района Жамбылской области.
В 1979 году закончил математический факультет Казахского государственного университета им. С.Кирова.
С 1979 по 1992 годы работал преподавателем, аспирантом, старшим преподавателем, доцентом кафедры прикладной математики Алматинского института народного хозяйства.
В 1992—1995 годах — после преобразования в 1991 году Алматинского института народного хозяйства в Казахский экономический университет имени Т. Рыскулова работал заведующий кафедрой «Микроэкономики» университета.
С ноября 1995 года по январь 1997 года — первый заместитель Председателя Государственного комитета Республики Казахстан по статистике и анализу.
С января 1997 года по октябрь 1999 года — Председатель Агентства Республики Казахстан по статистике.
13 октября 1999 года — указом № 243 Президента Республики Казахстан от 13 октября 1999 года назначен министром экономики Республики Казахстан.
В декабре 2000 года министерство экономики Республики Казахстан было реорганизовано в министерство экономики и торговли, в котором Жаксыбек Кулекеев был назначен министром. В этой должности он проработал по январь 2002 года.
С 30 января 2002 года по июнь 2003 года — председатель счетного комитета по контролю за исполнением республиканского бюджета.
С 14 июня 2003 года по 13 декабря 2004 года — министр образования и науки Республики Казахстан.
С июня 2005 года по январь 2006 года — ректор Академии государственного управления при Президенте РК.
С 31 января 2006 по май 2007 — первый вице-президент АО НК «КазМунайГаз».
С 28 мая 2007 года был назначен президентом АО "Национальная компания «Казахстан темір жолы».
1 апреля 2008 года был задержан сотрудниками финансовой полиции якобы при получении взятки в размере 100000 долларов США. После чего был смещен с должности президента АО НК «КТЖ».
13 ноября 2008 года осужден Сарыаркинским судом города Астаны на 3 года лишения свободы за превышение служебных полномочий и злоупотребления в должности президента АО НК «КТЖ», при этом по факту взятки Кулекеев был оправдан судом.
20 октября 2009 года — освобождён условно-досрочно решением Жетысуского районного суда № 2 Алматы.
С 18 января 2010 года — управляющий директор Казахского института нефти и газа (дочернее предприятие «КазМунайГаза») .
Советник Генерального директора АО «Казахский институт нефти и газа».
27 декабря 2021 — Постановлением суда города Нур-Султан за № 7199-21-2-7/9 приговор райсуда № 2 Сарыаркинского района г. Астаны (Нур-Султан) от 13 ноября 2008 года и постановление судебной коллегии по уголовным делам суда города Астаны от 14 января 2009 года, в части признания виновным Кулекеева Ж. А., отменены. Также данным постановлением за Кулекеевым Ж. А. признано право на возмещение вреда, причиненного незаконными действиями органа, ведщего уголовный процесс.

## Научная деятельность
- Кандидатская диссертация: «Совершенствование двухсекторной модели воспроизводства и её использование в прогнозировании макроэкономической динамики (на примере Казахской ССР)»

## Творчество
Соавтор книг:
- «Основы линейного программирования» (1991)
- «Государственные ценные бумаги в экономике Казахстана» (1996)
- «Введение в проектный анализ» (1996)
- «Микроэкономика» (2001)
- «Экономическая панорама Казахстана за годы независимости» (2003)
- «Проблемы эффективности использования средств государственного бюджета РК в условиях развития рыночных отношений» (2003)
- «Системы менеждмента качества организаций высшего профессионального образования» (2005).

## Примечание
1. ↑  Кулекеев Жаксыбек Абдрахметович (ПЕРСОНАЛЬНАЯ СПРАВКА). Дата обращения: 25 апреля 2020. Архивировано 20 января 2021 года.
2. ↑  Указ Президента Республики Казахстан от 21 декабря 2000 года № 523 О назначении Кулекеева Ж. А. министром экономики и торговли Республики Казахстан. Дата обращения: 25 апреля 2020. Архивировано 23 января 2021 года.
3. 1 2  Указ Президента Республики Казахстан от 14 июня 2003 года № 1117 О назначении Кулекеева Ж. А. Министром образования и науки Республики Казахстан. Дата обращения: 25 апреля 2020. Архивировано 4 марта 2016 года.
4. ↑  Катерина Клеменкова. Жаксыбек Кулекеев – о последствиях COVID-кризиса для экономики Казахстана. Что же нас ждет?. Архивировано 19 сентября 2020. Дата обращения: 24 августа 2020.
5. ↑  Досье: Кулекеев Жаксыбек Абдрахметович.
6. ↑  "О назначении Кулекеева Ж.А. Министром экономики Республики Казахстан". Казахстанская правда (26 августа 2005). Дата обращения: 6 сентября 2012. Архивировано из оригинала 23 октября 2012 года.
7. ↑  Указ Президента Республики Казахстан от 30 января 2002 года № 788 О назначении Кулекеева Ж. А. председателем Счетного комитета по контролю за исполнением республиканского бюджета. Дата обращения: 25 апреля 2020. Архивировано 4 марта 2016 года.
8. ↑  "О назначении Кулекеева Ж.А. Председателем Счетного комитета по контролю за исполнением республиканского бюджета". e.gov.kz (31 января 2002). Дата обращения: 6 сентября 2012. Архивировано 5 ноября 2012 года.
9. ↑  "О назначении Кулекеева Ж.А. Министром образования и науки Республики Казахстан". e.gov.kz (14 июня 2003). Дата обращения: 6 сентября 2012. Архивировано 23 октября 2012 года.
10. ↑  Юлиана Жихорь. "Неделя власти: О новых назначениях в правительстве Республики Казахстан". Новое поколение (3 февраля 2006). Дата обращения: 6 сентября 2012. Архивировано из оригинала 4 марта 2016 года.
11. ↑  «КазИнформ» (28 мая 2007). "Назначен новый президент АО НК «Казахстан темір жолы»". zakon.kz. Архивировано 17 сентября 2016. Дата обращения: 7 сентября 2012.
12. ↑  Айткуль Курмалиева. "СМИ об Агентстве Республики Казахстан по борьбе с экономической и коррупционной преступностью (финансовой полиции)". finpol.kz (26 января 2009). Дата обращения: 6 сентября 2012. Архивировано из оригинала 6 сентября 2012 года.
13. ↑  Руслан Бахтигареев (21 октября 2009). "Жаксыбек Кулекеев, экс-глава КТЖ: Я для госслужбы, скорее всего, потерянный человек". time.kz. Дата обращения: 7 сентября 2012.
14. ↑  Vesti.kz. Вышедший на свободу Ж.Кулекеев стал директором Казахского нефтегазового института. Дата обращения: 21 января 2010. Архивировано 22 июля 2012 года.
15. ↑  Токаев отметил важность выработки комплекса мер по стимулированию экономического роста и развитию предпринимательства. Архивировано 16 мая 2021. Дата обращения: 4 сентября 2020. Президент Казахстана Касым-Жомарт Токаев принял экономиста, советника генерального директора компании "Казмунайгаз Инжиниринг" Жаксыбека Кулекеева